# Campeonato Catarinense Série C 2019
In 2019 werd het zestiende  Campeonato Catarinense Série C gespeeld, het derde niveau voor voetbalclubs uit Braziliaanse staat Santa Catarina. De competitie werd georganiseerd door de FCF en werd gespeeld van 14 september tot 16 november. Caçador werd kampioen. 

## Eerste fase

### Groep A
| Plaats | Club            | Wed. | W | G | V | Saldo | Ptn. |
| ------ | --------------- | ---- | - | - | - | ----- | ---- |
| 1.     | Atlético Itajaí | 6    | 5 | 1 | 0 | 15:5  | 16   |
| 2.     | Carlos Renaux   | 6    | 3 | 2 | 1 | 7:4   | 11   |
| 3.     | Curitibanos     | 6    | 0 | 3 | 3 | 3:8   | 3    |
| 4.     | Orleans         | 6    | 0 | 2 | 4 | 4:12  | 2    |

|  | Geplaatst voor tweede fase |

### Groep B
| Plaats | Club    | Wed. | W | G | V | Saldo | Ptn. |
| ------ | ------- | ---- | - | - | - | ----- | ---- |
| 1.     | Caçador | 6    | 4 | 1 | 1 | 16:4  | 13   |
| 2.     | Nação   | 6    | 3 | 3 | 0 | 9:5   | 12   |
| 3.     | Jaraguá | 6    | 1 | 3 | 2 | 4:12  | 6    |
| 4.     | Porto   | 6    | 0 | 1 | 5 | 6:14  | 1    |

|  | Geplaatst voor tweede fase |

## Twee fase
|  | halve finale    | halve finale | halve finale | halve finale |  |                 | finale | finale | finale | finale |
|  |                 |              |              |              |  |                 |        |        |        |        |
|  |                 |              |              |              |  |                 |        |        |        |        |
|  | Atlético Itajaí | 1            | 2            | 3            |  |                 |        |        |        |        |
|  | Nação           | 0            | 2            | 2            |  |                 |        |        |        |        |
|  |                 |              |              |              |  | Atlético Itajaí | 1      | 1      | 2      |        |
|  |                 |              |              |              |  | Caçador         | 2      | 2      | 4      |        |
|  | Caçador         | 0            | 1            | 1            |  |                 |        |        |        |        |
|  | Carlos Renaux   | 0            | 0            | 0            |  |                 |        |        |        |        |

Details finale
Heen
|                   |                                |       |                 |                                                                |
| 10 november 15:00 | Caçador                        | 2 – 1 | Atlético Itajaí | Estádio Carlos Alberto Costa Neves, Caçador Toeschouwers: 1146 |
| 10 november 15:00 | Fabiano 43' Carlos Alberto 80' |       | 56' Emerson     | Estádio Carlos Alberto Costa Neves, Caçador Toeschouwers: 1146 |

| Caçador | Itajaí |

Terug
|                   |                 |       |                       |                                                           |
| 16 november 16:00 | Atlético Itajaí | 1 – 2 | Caçador               | Estádio Roberto Santos Garcia, Camboriú Toeschouwers: 569 |
| 16 november 16:00 | João Marcos 22' |       | 85' Eric 90+1' Maycon | Estádio Roberto Santos Garcia, Camboriú Toeschouwers: 569 |

| Itajaí | Caçador |

### Kampioen
| Campeonato Catarinense de 2019 - Série C |
| Santa Catarina                           |
| ---------------------------------------- |
| CAÇADOR Kampioen (2° titel)              |